# Observatoire de Sydney

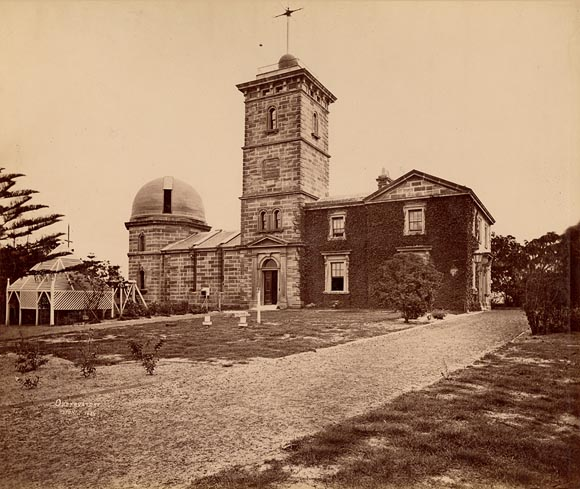
L'observatoire photographié en 1874.

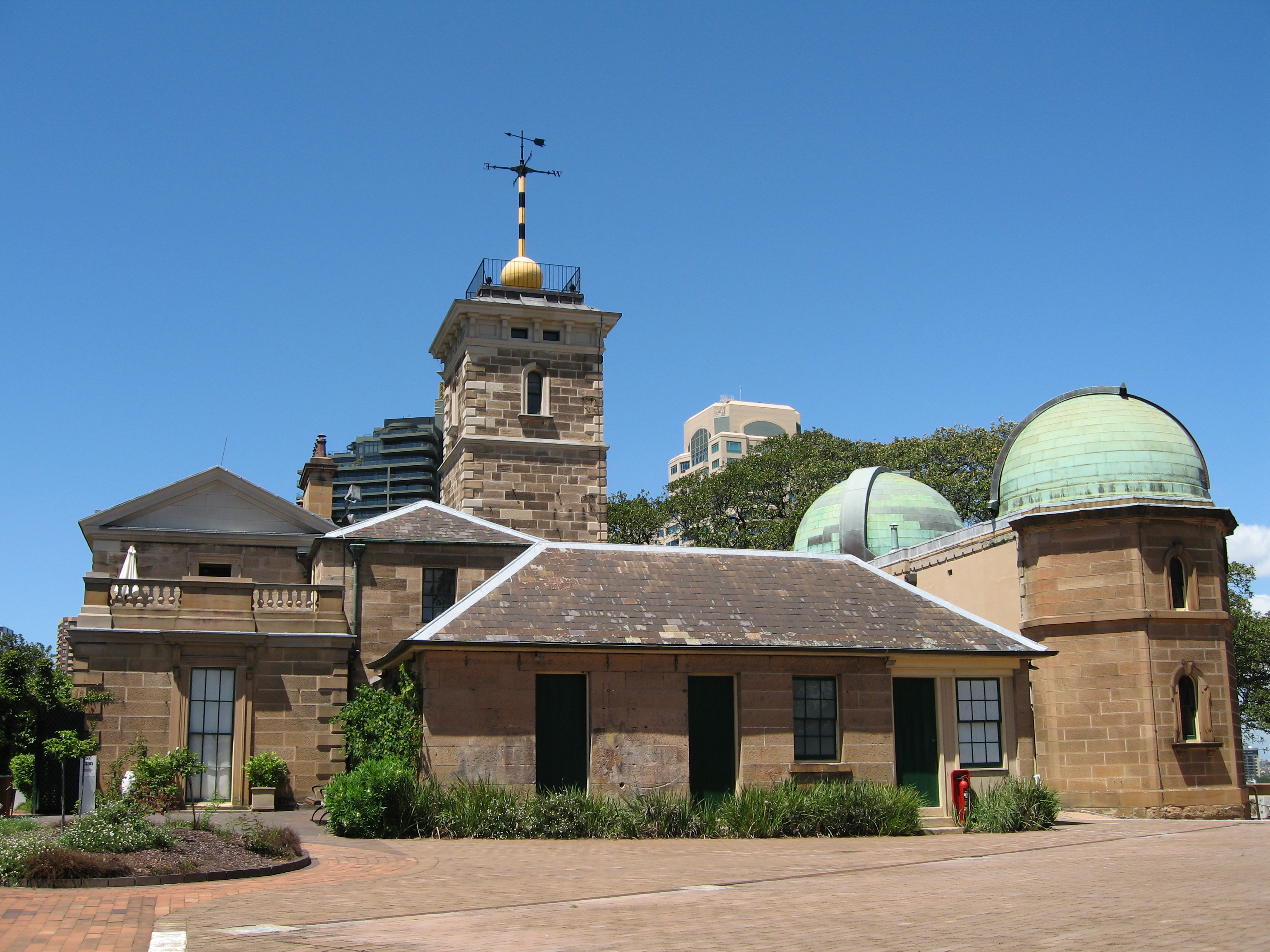
L'observatoire en 2006.

L'observatoire de Sydney (en anglais Sydney Observatory) est situé sur une colline maintenant connu sous le nom Observatory Hill (Colline de l'Observatoire) dans le centre de Sydney, en Nouvelle-Galles du Sud en Australie
Le site a évolué à partir d'un fort construit sur « Windmill Hill » dans le début du XIXe siècle, en un observatoire astronomique au cours du XIXe siècle.
Il est dorénavant un musée fonctionnel où les visiteurs du soir peuvent observer les étoiles et les planètes grâce à un télescope Schmidt-Cassegrain moderne de 40 centimètres et une lunette historique de 29 centimètres, construite en 1874, en faisant le plus ancien télescope en Australie en utilisation régulière.

## Histoire
Le site fut à différentes périodes une fortification, un poste de sémaphores, poste de boule horaire, une station météorologique, observatoire astronomique et le site de moulins à vent. Le premier astronome du gouvernement australien, William Scott, fut nommé en 1856, et le travail sur le nouvel observatoire fut achevé en 1858 avec la pierre de grès particulière à la région 
Après la fédération de l'Australie en 1901, la météorologie fut déléguée au gouvernement du Commonwealth à partir de 1908 et la station météo fut transférée ailleurs, confirmant son rôle astronomique. L'observatoire a continué à contribuer aux observations du catalogue astrographique, à garder le temps et à fournir des informations au public. Par exemple, chaque jour, l'observatoire fournissait aux journaux de Sydney les heures de lever et de coucher du soleil, de la lune et des planètes. Une proposition de fermer l'observatoire en 1926 a été évitée de justesse, mais, au milieu des années 1970, les problèmes croissants de pollution de l'air et de lumière urbaine rendirent le travail à l'observatoire de plus en plus difficile.
L'observatoire a également participé à la compilation du premier atlas de l'ensemble du ciel : Carte du Ciel (projet Astrographic Catalogue en anglais). La partie achevée à Sydney prit plus de 70 ans, de 1899 à 1971, et rempli 53 volumes.
En 1982, le gouvernement de Nouvelle-Galles du Sud décide que l'observatoire de Sydney soit transformé en musée de l'astronomie et ses champs associés dans ce qui est aujourd'hui le Powerhouse Museum.

## Voir Aussi
- Liste d'observatoires astronomiques